# Jidenna
Jidenna Theodore Mobisson, noto solo come Jidenna  (Wisconsin Rapids, 4 maggio 1985), è un cantante e rapper statunitense e nigeriano. Emerso grazie alla casa discografica di Janelle Monàe, la Wonderland, nella sua carriera ha pubblicato 3 album.

## Biografia
Nato in Wisconsin, ha origini nigeriane ed ha trascorso parte della sua infanzia della stessa Nigeria per poi stabilirsi definitivamente in USA all'età di 6 anni. Durante l'adolescenza, Jidenna ha militato in un gruppo rap chiamato Black Spadez, iniziando dunque a scrivere ed interpretare musica inedita. Ciononostante, l'artista si dedica a studi universitari e si laurea nel 2008 in studi comparativi su razze ed etnie. In seguito alla morte di suo padre, avvenuta nel 2010, Jidenna decise di dedicarsi prettamente ad una carriera artistica.
Dopo aver firmato un contratto discografico con la Wondaland Records di Janelle Monáe, sussidiaria della Epic Records, ha collaborato con diversi artisti quali Roman GianArthur, St. Beauty, Deep Cotton e Janelle Monáe stessa. Il suo primo singolo è ufficialmente uscito nel febbraio 2015 ed è Classic Man, che vede la collaborazione di Roman GianArthur e che è incluso nell'EP collaborativo Wondaland Presents: The Eephus. Collabora invece con Janelle Monáe per il singolo Yoga, incluso nello stesso EP.
Nel dicembre 2015 pubblica il brano Long Live the Chief. Ai Soul Train Music Awards 2015 riceve quattro premi nelle categorie "Best New Artist", "Song of the Year" (Classic Man), "Video of the Year" (Classic Man) e "Best Dance Performance" (Yoga).
Nel febbraio 2017 pubblica il suo primo album in studio dal titolo The Chief, la cui copertina è un omaggio a quella dell'album Middle Man di Boz Scaggs (1980). Vengono pubblicati diversi singoli con relativi videoclip, tra cui Bambi e Little Bit More.
Nell'agosto 2019, anticipato da ben tre singoli (Tribe, Sufi Woman e Zodi), esce il suo secondo album in studio 85 to Africa, che vede la collaborazione, tra gli altri, di Seun Kuti, GoldLink, Mr Eazi, St. Beauty e Mereba.

## Influenze e stile
Musicalmente, Jidenna cita come sua principale influenza KRS-ONE e Big Daddy Kane nonché un genere musicale tipicamente nigeriano, la musica Highlife. Per quanto riguarda lo stile d'immagine, Jidenna afferma di aver applicato gli insegnamenti del suo insegnante di psicologia, il noto Philip Zimbardo, riguardanti appunto l'estetica. In base a quanto insegnatagli da Zimbardo, Jidenna ha fatto proprio lo stile dandy, che impone l'utilizzo di un abbigliamento classico ed elegante per enfatizzare la propria presenza fisica. L'artista ammette comunque di aver sviluppato definitivamente questo stile soltanto dopo la morte del padre.

## Discografia

### Album in studio
- 2017 – The Chief
- 2019 – 85 to Africa

### EP
- 2015 – Wondaland Presents: The Eephus
- 2017 – Boomerang